# Association des journalistes de la presse périodique
L’Association des Journalistes de la Presse Périodique (AJPP) est une association sans but lucratif belge régie par un arrêté royal émis le 12 avril 1965, instituant des documents et insignes d’identification à l’usage des membres de la presse périodique d’information spécialisée (reconnaissance et protection du titre de journaliste de profession). Elle fonctionne de manière autonome, sans être subsidiée d'aucune manière (Etat, privé, etc.).
Deux associations principales régissent le métier de journaliste : l'AGJPB et l’AJPP. La première reconnaît et protège le titre de journaliste professionnel et s’occupe de l’information générale ; la seconde défend le titre de journaliste de profession et se charge de l’information spécialisée. 
L’AJPP est logée dans la Maison de la Presse périodique, au 54 de la rue Charles Martel à Bruxelles. L'organisation est placée sous la coupole de la Fédération de la Presse Périodique de Belgique (FPPB). Son pendant néerlandophone est la Vereniging van de Journalisten van de Periodieke Pers (VJPP).
L’AJPP a été créée dans le but de fédérer, sous forme de membres, les journalistes travaillant pour la presse spécialisée de type "périodique". Et de les défendre ! Effective légalement, elle se conçoit surtout comme une structure d’encadrement pour les hommes et les femmes exerçant le métier de journaliste au sein de la presse périodique.
En date du 25 avril 2016, l'AJPP réunie en assemblée générale extraordinaire a décidé à l'unanimité de se placer en dissolution volontaire et de fusionner avec l'Association des Journalistes Professionnels (AJP) et son pendant néerlandophone la Vlaamse Vereniging van Journalisten (VVJ).

## Conseil d'administration
- Présidente : Claude Muyls
- Administrateurs : Vanessa Cordier, Michel Damanet (trésorier), Michel Devester (secrétaire), Bruno Godaert, Luc Pottiez, Jean-Claude Verset
- Le conseil d'administration a démissionné le 25 avril 2016. Depuis cette date, deux liquidateurs - Michel Damanet et Gilbert Hertecant - assurent les charges jusqu'ici dévolues au conseil d'administration.